# 奧福教學法
奧爾夫教學法（Orff Schulwerk，意为“孩子音乐教学法”
）是20世紀著名的作曲家卡爾·奧爾夫為兒童設計的一種音樂教學法。奧福教學法與达尔克罗兹、高大宜及鈴木教學法並列為20世紀四大音樂教學主流。 

## 奧福教育之源起
卡爾·奧爾夫，是二十世紀著名的作曲家及音樂教育家，他為兒童設計的音樂教學法，因具創造性與啟發性，尤其特別注重採用本土文化的特性和素材，以淺近、自然、活潑的方式開啟兒童的藝術視野，普遍受到各國音樂教師及愛樂者的肯定，他主張音樂教育的目標是透過提高人們的音樂素養來造就更多具有完整人格的人。
1924年，奧福與舞蹈家歌特(Dorothee Günther)女士共同創辦結合音樂、律動和舞蹈教育的歌特學校(Gunther Schule)。從觀察兒童學習音樂的過程中，奧福了解到兒童學習音樂，應該從培養節奏感開始，先從節奏樂器體驗音樂的趣味，再逐漸加入旋律、和聲等元素，後來逐漸發展而形成「奧福音樂教學法(Orff Approach)」。

## 奧福教育的演進
- 1924年    奧福與歌特(Dorothee Günther)成立了音樂與律動教育的歌特學校( Günther Schule)，開始招收18至22歲的女生。
- 1948年    巴伐利亞電台邀請奧福為兒童做一系列的廣播節目，奧福即和克特曼使用歌特學校於二次大戰留下的一點樂器，與8～12歲的小朋友做一系列的教學，這即是奧福兒童教育的開始。
- 1949年    誒柏哈勒‧普柔斯納(Eberhard Preussner)聘請克特曼到莫札特音樂院，開始規劃兒童課程，克特曼即邀請歌特學校一位優秀的學生特勞勒‧舒拉特內可(Traude Schrattenecker)一起，對小朋友實行有系統的訓練。
- 1950年    開始至1954年間，“給兒童的音樂”之奧福教育陸續出版。
- 1953年    莫札特音樂院之國際音樂學校領導者會議中，莫札特音樂院的小朋友做示範教學，多倫多皇家音樂院與日本武藏野音樂院隨後引進這新的教育到他們的國家。音樂院也開始安排課程，有三位學生分別來自德國、瑞士、丹麥。
- 1956年    和1957年“給兒童的音樂”教學唱片，由哥倫比亞公司出版傳播至世界各國。
- 1962年    奧福和克特曼到日本、多倫多做示範與講學。同年奧福年刊出版、奧福研究所的新建築於薩爾茲堡開始興建，1970年落成。

## 奧福教學法的內涵[4]
主要包括律動、歌唱、樂器合奏與即興創作，鼓勵兒童去感受種種自然動作，課程設計強調漸進的方式，以本國童謠、民謠作為兒童音樂教育的基礎，重視本土化，此外，運用身體樂器、敲擊樂器、奧福樂器及直笛的吹奏，由獨奏到整體合奏，體現演奏的樂趣。

## 奧福教學法的特色
奧福教學法主要關鍵在於"探索" 及 "經驗"，激發參與者的想像力與幻想力，邀請學習者進入音樂的喜樂中，發展潛在的音樂性，著重音樂的經驗本身就是最重要的目標。因此在教學上特別強調創造性教學、漸進式教學、本土化教學、完整性教學、社會性教學、平衡性教學、專門性教學，讓學習者在學習過程中能夠充份發揮創作潛能，也能夠在循序漸進的引導中快樂走進音樂殿堂，學習起來自然而沒有隔閡，又能夠一面享受合奏的樂趣，並從中獲得成就感及滿足感。
奧福教學是藝術教育的基礎，除用於幼兒的啟蒙期之外，青少年、成人乃至於銀髮族，都可從中獲得啟發，並在學習的過程中享受創造、合作、互動的樂趣。

## 奧福樂器
- 箱型木琴 (高音、中音、低音)
- 箱型鋼片琴 (高音、中音、低音)
- 輪鼓
- 定音鼓